# Federmacchine
Federmacchine è la federazione di Confindustria delle associazioni dei produttori di beni strumentali e loro accessori destinati allo svolgimento di processi manifatturieri dell'industria e dell'artigianato. In essa confluiscono 12 associazioni industriali attive in svariati campi del mercato (macchine utensili, tessili, macchine per legno, plastica, ceramica, laterizi, vetro, calzature, gomma, eccetera).

## La federazione
Le 12 associazioni attualmente facenti parte della federazione sono: 
- ACIMAC (Associazione Costruttori Italiani Macchine Attrezzature per la Ceramica)
- ACIMALL (Associazione Costruttori Italiani Macchine e Accessori per la Lavorazione del Legno)
- ACIMGA (Associazione Costruttori Italiani Macchine per l'industria Grafica, cartotecnica, cartaria di trasformazione e Affini)
- ACIMIT (Associazione Costruttori Italiani di Macchinari per l'Industria Tessile)
- AMAFOND (Associazione nazionale fornitori Macchine, prodotti e servizi per Fonderia)
- AMAPLAST (Associazione nazionale costruttori di Macchine e stampi per materie Plastiche e gomma)
- ASSOMAC (Associazione nazionale dei costruttori italiani di macchine e accessori per calzature, pelletterie e concerie)
- CONFINDUSTRIA MARMOMACCHINE (Associazione italiana produttori di marmi, graniti, pietre ornamentali e di macchine utensili ed attrezzature varie per la loro lavorazione)
- FEDERTEC (Federazione Italiana della Componentistica e delle Tecnologie Meccatroniche per la Potenza Fluida, la Trasmissione di Potenza, il Controllo e l'Automazione Intelligente dei Prodotti e dei Processi Industriali)
- GIMAV (Associazione italiana fornitori macchine ed accessori per la lavorazione del vetro)
- UCIMA (Unione costruttori italiani macchine automatiche per il confezionamento e l'imballaggio)
- UCIMU-SISTEMI PER PRODURRE (Associazione dei costruttori italiani di macchine utensili, robot, automazione e di prodotti a questo ausiliari – CN, utensili, componenti, accessori).

Al 2024 Federmacchine rappresenta 5100 aziende e 210.000 lavoratori. Il fatturato dell'intero comparto rappresentato da Federcmacchine, nel 2023, è stato di 56,95 miliardi di €, di cui il 66% è rappresentato dall'export.

## Struttura
Sono organi di Federmacchine: l'assemblea, il consiglio generale, il presidente e due vice presidenti, di cui uno con funzione di vicario, il collegio dei revisori contabili, i probiviri.
Il consiglio generale è costituito dal presidente di Federmacchine che lo presiede, dai vice presidenti e da un membro per ogni associazione che aderisce a Federmacchine in qualità di socio effettivo e che non sia già rappresentato dal presidente o dai vice presidenti. I consiglieri così indicati rimangono in carica fino alla scadenza del consiglio generale la cui durata è biennale.
Il funzionamento della Federazione è garantito dal segretario, il quale coadiuva il presidente e i vice presidenti nelle esecuzioni delle attività federali, cura la segreteria degli organi federali nonché l'attuazione delle relative disposizioni, proponendo anche le opportune iniziative.